# Samuel Hamilton Walker

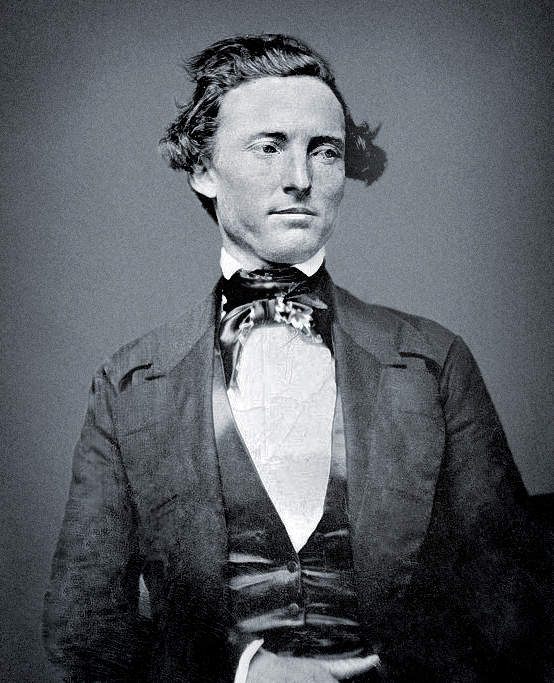
Samuel Hamilton Walker 1846 (circa)

Samuel Hamilton Walker (24 de fevereiro de 1815/17 Greenbelt, Marilândia — 09 de outubro de 1847 Huamantla, Tlaxcala), foi um oficial do Exército, que serviu como Capitão dos Texas Ranger, e oficial da República do Texas. Walker serviu em vários conflitos armados, incluindo as Guerras Indígenas nos Estados Unidos e a Guerra Mexicano-Americana.